# Беньковский, Василий Григорьевич
Василий Григорьевич Беньковский (25 января 1912, Одесса, Российская империя — 20 января 1986, Уфа, Башкирская АССР, РСФСР, СССР) — советский физико-химик, кандидат химических наук (1945), доктор технических наук (1952), профессор (1953), академик АН Казахской ССР (1967). Член КПСС с 1939 г.

## Биография
Родился в Одессе в семье кузнеца.
Окончил семилетнюю школу.
В 1928—1930 гг. учился в Одесской химической профсоюзной школе. Бросил по болезни, так как в лаборатории отравился ацетоном. Некоторое время вместе с отцом работал в колхозе в Винницкой области (д. Крыштоповка).
На предприятиях Одессы работал чернорабочим, помощником автогенщика на джутовой фабрике (1930—1931), а также, автогенщиком центральной электростанции (1931—1939).
С 1935 года параллельно учился на химическом факультете Одесского государственного университета по специальности физико-химия.
С 1940 г. — инженер. С 1941 г. — заведующий сектором физики пласта. С 1944 по 1960 г. — заместитель директора, заведующий химическим отделом ЦНИЛ Казахстаннефтекомбината. В 1945 г. защитил кандидатскую диссертацию.
С 1945 г. по совместительству — старший научный сотрудник АН Казахской ССР.
С 1952 г. доктор технических наук, с 1953 г. профессор.
С 1960 по 1968 г. — директор Института химии нефти и природных солей АН Казахской ССР в городе Гурьев (ныне, Атырау). В 1968—1982 гг. — заведующий организованной им лабораторией Института химии Башкирского филиала АН СССР в городе Уфа.

## Научная деятельность
Автор научных работ по проблемам нефтяных эмульсий, смолистых остатков и поверхностно-активных веществ на основе нефтяного сырья. Предложил основы теории нефтяных эмульсий и методы стабилизации промывочных жидкостей, используемых в бурении нефтяных скважин; создал методы выделения эмульгаторов и способы получения сильно‑ и слабокислотных катионитов из смолистых остатков нефти; разработал и внедрил в производство (совместно с С. Р. Рафиковым) систему защиты магистральных нефте‑ и газопроводов от коррозии (Пластобит 2М).
В 1968—1986 гг. под его руководством проведены комплексные исследования азоторганических соединений нефти, разработаны эффективные способы их выделения из дистиллятов гидрокрекинга и коксования, установлен химический состав. Впервые обнаружил присутствие в нефтепродуктах первичных ароматических аминов (алкиланилинов).

### Сочинения
- Использование радиоактивных излучений в нефтяной промышленности [Текст] / Д-р техн. наук проф. В. Г. Беньковский. — Москва : Знание, 1957. — 23 с. : ил.; 22 см.
- Химия и физика нефти и нефтехимический синтез [Текст] : Сб. статей / Башк. фил. АН СССР. Ин-т химии ; Отв. ред. акад. АН КазССР В. Г. Беньковский. — Уфа : [б. и.], 1976. — 234 с. : ил.; 22 см.

## Награды и звания
- Академик АН Казахской ССР (1967);
- Заслуженный деятель науки Казахской ССР (1963);
- Премия Совета Министров СССР (1983);
- Орден Трудового Красного Знамени (1952);
- Медали.